# Iberia (película)
Iberia es una película  de España, dirigida por Carlos Saura en 2005.

## Sinopsis
Documental sobre la música y la danza de los artistas más importantes de la escena actual española. La cámara baila junto a Sara Baras, Antonio Canales, Manolo Sanlúcar, Miguel Ángel Berna o José Antonio Ruiz, mientras ensayan para sus actuaciones. El film sigue el recorrido de cómo una obra va tomando forma a través de sus ensayos, su trabajo en privado, sus largas horas repasando letras, pasos, notas, etc. La cámara es testigo del perfeccionamiento de los pasos, la ordenación del espacio y la temporalidad de las luces. 

## Comentarios
Adaptación al celuloide de la obra maestra de Isaac Albéniz, la Suite Iberia, en el primer centenario de su composición, con el complemento musical de otras piezas del mismo autor pertenecientes a estas obras: Suite española, Op. 47; Chants d'Espagne, Op. 232; 12 piezas características, Op. 92 y España, Op. 165.
Carlos Saura, el director de "¡Ay, Carmela!", incorpora la cámara al ballet clásico, la danza contemporánea y española, y el flamenco. El cineasta aragonés capta los ensayos de artistas consagrados como Baras, Canales, Manolo Sanlúcar o Miguel Ángel Berná. 
Las bases del neorrealismo español fueron escritas por el veterano director a través de sus míticas películas Los golfos, La caza, El jardín de las delicias, Carmen, El amor brujo y, más recientemente, Goya en Burdeos y Buñuel y la mesa del Rey Salomón.

## Piezas, músicos y bailarines
Se puede consultar una ficha en detalle. Más abajo, se presentan los datos principales. El orden en que aparecen los números de la suite en estas tablas corresponde al del disco de la música de la película (un CD doble de Edge Music publicado en el 2005).
DISCO 1:
| N.º | Título            | De la obra                         | Música | Baile |
| --- | ----------------- | ---------------------------------- | --- | --- |
| 1   | "Evocación"       | Iberia, Libro I                    | Rosa Torres-Pardo: piano                                                                                               | |
| 2   | "Aragón"          |                                    | | |
| 3   | "Aragón"          | Suite española                     | Orq. de Plectro de Córdoba. Centro Aragonés de Danza                                                                   | Miguel Ángel Berna. María Fernández.                                                                                              |
| 4   | "Bajo la palmera" | Chants d'Espagne, Op. 232          | Axivil Criollo. Zacarías Martínez: piano.                                                                              | Patrick de Bana. Cristina Benítez.                                                                                                |
| 5   | "Granada"         | Suite española                     | José Segovia (enlace roto disponible en Internet Archive; véase el historial, la primera versión y la última).: piano. | Antonio Canales. |
| 6   | "Córdoba"         | Chants d'Espagne, Op. 232          | Cinco Siglos | Cuerpo de baile Iberia (femenino).                                                                                                |
| 7   | "Cádiz"           | Suite española                     | Jorge Pardo: saxo. Carles Benavent: bajo. Tino di Geraldo: batería.                                                    | Cuerpo de baile Iberia (femenino).                                                                                                |
| 8   | "Triana"          | Iberia, Libro 2.                   | Rosa Torres-Pardo: piano.                                                                                              | Patrick de Bena. Aída Badía. |
| 9   | "Torre Bermeja".  | 12 piezas características, Op. 92. | Manolo Sanlúcar y Manuel Domínguez Macías: guitarras.                                                                  | La Familia de Antonio "El Pipa" (enlace roto disponible en Internet Archive; véase el historial, la primera versión y la última). |
| 10  | "Almería"         | Iberia, Libro 2.                   | Gerardo Núñez y José Manuel León: guitarras.                                                                           | Francisco Núñez. María Fernández.                                                                                                 |

DISCO 2:
| N.º | Título | De la obra       | Música | Baile                                   |
| --- | --- | ---------------- | --- | --------------------------------------- |
| 1   | "Corpus en Sevilla"                                                                                            | Iberia, Libro 1. | Estrella Morente. Banda Sinfónica Municipal de Madrid. Dir.: Enrique García Asensio. | Cuerpo de Baile Iberia (femenino).      |
| 2   | "Rondeña" | Iberia, Libro 2. | José Segovia (enlace roto disponible en Internet Archive; véase el historial, la primera versión y la última).: piano. Paolo Catalano y Ara Malikian (enlace roto disponible en Internet Archive; véase el historial, la primera versión y la última).: violines. Antonio Martínez Acevedo y Dragos Balan: violonchelos. | Aída Gómez.                             |
| 3   | "El Albaicín"                                                                                                  | Iberia, Libro 3  | Miguel de La Tolea (cante); José María Bandera (guitarra y dirección musical). | Sara Baras.                             |
| 4   | "Zortziko". | España, Op. 165. | | Aukeran Dantza Konpainia.               |
| 5   | "El Puerto" (enlace roto disponible en Internet Archive; véase el historial, la primera versión y la última).. | Iberia, Libro 1. | Blas Córdoba (El Kejío): cante. Chano Domínguez: piano. Israel Suárez (El Piraña): percusión. Tomasito: palmas. | Tomasito.                               |
| 6   | "Granada" | Suite española   | Enrique Morente: cante. Alfredo Lagos: guitarra. |                                         |
| 7   | "Asturias". | Suite española   | John Stokes: violonchelo. | Sara Baras. José Serrano.               |
| 8   | "El Albaicín"                                                                                                  | Iberia, Libro 3. | Neopercusión. Dir.: Juanjo Guillem. | Marta Carrasco.                         |
| 9   | "Sevilla" | Suite española   | José Antonio Rodríguez Muñoz y Javier López: guitarras. Josep Cucurella: bajo. | Aída Gómez. Paco Mora. Francisco Núñez. |
| 10  | "Castilla" | Suite española   | Ara Malikian: violín. Jensen Horn: viola. Dragos Balan: violonchelo. |                                         |

Dirección musical: Roque Baños.

## Premios
- Premio Goya a la mejor fotografía para José Luis López-Linares.[1]